# Василёк шероховатый
Василёк шерохова́тый, Центаурея шероховатая (лат. Centauréa scabiósa) — растение рода Василёк семейства Астровые, или Сложноцветные.

## Распространение и экология
Естественный ареал — Евразия.
В России встречается в Европейской части, Сибири. Как заносное, на юге Дальнего Востока.
Встречается по опушкам лесов, на полянах, по обочинам дорог, в качестве сорного растения на огородах и полях злаковых культур.

## Ботаническое описание

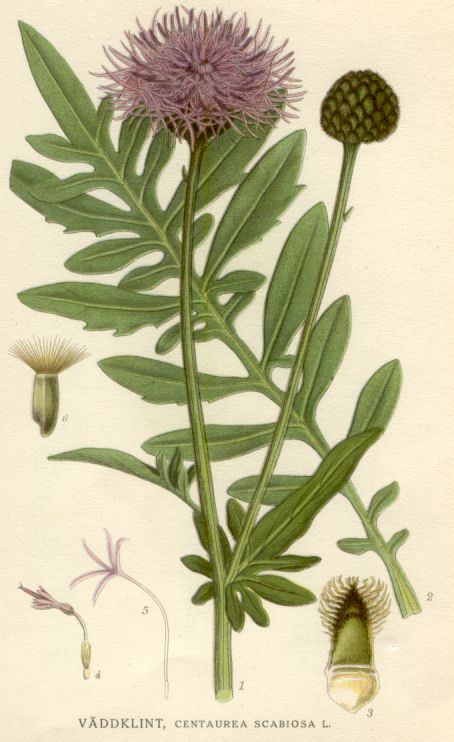
Василёк шероховатый. Ботаническая иллюстрация К. А. М. Линдмана из книги «Bilder ur Nordens Flora» (1917—1926).

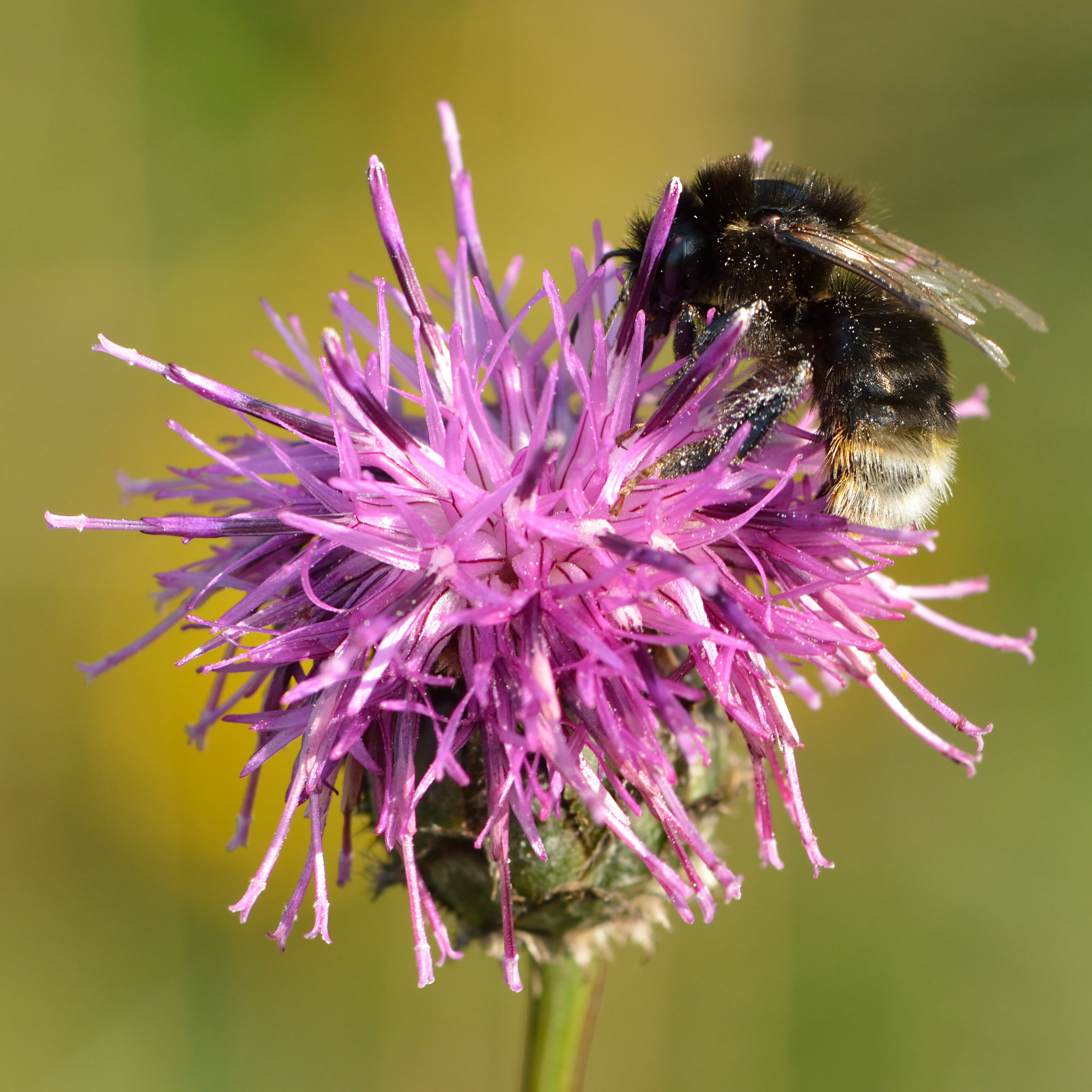
Опыление

Василёк шероховатый — многолетнее травянистое луговое растение с прямостоячим или восходящим ребристым стеблем, вверху ветвистым, достигает в высоту 40—120 см 

Листья выемчато-надрезанные на линейно-ланцетные доли, тёмно-зелёного цвета. Нижние листья на длинных черешках, верхние — сидячие.

Цветочные корзинки одиночные, крупные, обёртки корзинок яйцевидные с буроватым плёнчатым бахромчатым краем. Наружные и средние листочки обёртки с широкой каймой и чёрно-бурыми придатками длиной 2—6 мм.

Цветки розового или лилово-пурпурного цвета. Краевые цветки несколько крупнее срединных. Цветёт в июне — сентябре. 

Плод — семянка 3—5 мм длиной. Хохолок беловатый с серым оттенком. Семена в Средней России созревают в июле — октябре.

## Значение и применение
В народной медицине василёк шероховатый используют как лекарственное средство — в основном цветки, стебли и листья. Настой применяют при желтухе, сыпях, водянке и как обезболивающее средство.
Медонос. Дает пчёлам нектар и пыльцу. Продуктивность мёда 100 кг/га. В условиях Западной Сибири продуктивность мёда сплошных зарослей может достигать 168кг/га. Контрольный улей во время цветения в отдельные годы может прибавлять по 3—5 кг. В нектаре содержится около 56,3 ± 1,67% сахара. Продуктивность пыльцы: пыльником — 0,2 ± 0,01 мг, растением — 668,6 ± 20,35 мг.

## Классификация

### Таксономия[5]
Centaurea scabiosa L., 1753, Species Plantarum 2
Вид Василёк шероховатый относится к роду Василёк (Centaurea) семейства Астровые (Asteraceae) порядка Астроцветные (Asterales). Кладограмма в соответствии с Системой APG IV:
|  |                                      |  |                                   |                                   |                    |  | ещё 10 семейств | ещё 10 семейств |                     |  |                         |  | еще 786 подтвержденных и 845 в статусе "непроверенных" видов и инфравидовых таксонов | еще 786 подтвержденных и 845 в статусе "непроверенных" видов и инфравидовых таксонов |  |
|  |                                      |  |                                   |                                   |                    |  | ещё 10 семейств | ещё 10 семейств |                     |  |                         |  | еще 786 подтвержденных и 845 в статусе "непроверенных" видов и инфравидовых таксонов | еще 786 подтвержденных и 845 в статусе "непроверенных" видов и инфравидовых таксонов |  |
|  |                                      |  |                                   | порядок Астроцветные              |                    |  |                 |                 | род Василёк         |  |                         |  |                                                                                      |                                                                                      |  |
|  |                                      |  |                                   | порядок Астроцветные              |                    |  |                 |                 | род Василёк         |  | 14 инфравидовых таксона |  |                                                                                      |                                                                                      |  |
|  | отдел Цветковые, или Покрытосеменные |  |                                   |                                   | семейство Астровые |  |                 |                 | Василек шероховатый |  |                         |  |                                                                                      |                                                                                      |  |
|  | отдел Цветковые, или Покрытосеменные |  |                                   |                                   |                    |  |                 |                 |                     |  |                         |  |                                                                                      |                                                                                      |  |
|  |                                      |  | ещё 63 порядка цветковых растений | ещё 63 порядка цветковых растений |                    |  |                 | ещё 1804 рода   | ещё 1804 рода       |  |                         |  |                                                                                      |                                                                                      |  |
|  |                                      |  |                                   | ещё 63 порядка цветковых растений |                    |  |                 |                 | ещё 1804 рода       |  |                         |  |                                                                                      |                                                                                      |  |

### Инфравидовые таксоны
- Centaurea scabiosa subsp. adpressa  (Ledeb.)  Gugler
- Centaurea scabiosa subsp. alpestris  (Hegetschw.)  Nyman
- Centaurea scabiosa subsp. apiculata  (Ledeb.)  Mikheev
- Centaurea scabiosa subsp. badensis  (Tratt.)  Gugler
- Centaurea scabiosa subsp. cephalariifolia  (Willk.)  Greuter
- Centaurea scabiosa subsp. fritschii  (Hayek)  Hayek
- Centaurea scabiosa subsp. grinensis  (Reut.)  Nyman
- Centaurea scabiosa subsp. integra  Greuter
- Centaurea scabiosa subsp. menteyerica  (Chaix)  Nyman
- Centaurea scabiosa subsp. sadleriana  (Janka)  Asch. & Graebn.
- Centaurea scabiosa subsp. scabiosa  L.
- Centaurea scabiosa subsp. spinulosa  (Spreng.)  Arcang.
- Centaurea scabiosa subsp. tematinensis  (Domin)  Domin
- Centaurea scabiosa var. nana  P.D.Sell   (в статусе непроверенного по состоянию на декабрь 2022 г.)

### Синонимы
- Centaurea scabiosa var. scabiosa
- Centaurea scabiosa var. vertesensis  (Boros) Soó
- Colymbada scabiosa subsp. scabiosa
- Colymbada scabiosa var. scabiosa
- Phrygia major  Gray